# 小林未奈 (カーリング選手)
小林 未奈（こばやし みな、2002年7月20日 - ）は、日本のカーリング選手。フォルティウスに所属。北海道ハイテクノロジー専門学校卒業。

## 人物
北海道釧路市出身。札幌のカーリング場で開催された体験会への参加をきっかけに小学4年生からカーリングを始める。
北海道タレントアスリート発掘・育成事業の修了生。（認定1期～2期（H26年度～H27年度)・6期～8期（R1年度～R3年度））
2019年、世界ミックスカーリング選手権大会2019日本代表選考会で優勝し、世界ミックスカーリング選手権大会に出場。24位/40カ国で予選敗退。
2020年、ユースオリンピック冬季競技大会にリードとして出場し、準優勝。日本ジュニアカーリング選手権大会にサードとして出場し優勝、2021年世界ジュニアカーリング選手権大会への出場権を獲得したが、新型コロナウイルス感染症の世界的流行のため大会の開催が中止となった。
2021年、札幌東高校卒業後に競技の本場カナダの大学へ留学しカーリングを学ぼうと考えていたが、コロナの影響で断念。トレーナーへの道を志す中、TID生を抱き込み会社部活化する北海道銀行から勧誘されるも辞退する。その後、吉村紗也香の勧誘を受けて12月にフォルティウスに加入。

## チーム

### 4人制女子
| シーズン | フォース      | サード      | セカンド   | リード     | リザーブ   | 主な大会                                                |
| -------- | ------------- | ----------- | ---------- | ---------- | ---------- | ------------------------------------------------------- |
| 2015-16  | 今野瑠花      | 菅澤翠      | 日野真麻   | 小林未奈   | 岩瀬萌々香 | JJCC 2015（castling）                                   |
| 2016-17  | 小林未奈(S)   | 今野瑠花    | 岩瀬萌々香 | 日野真麻   | 菅澤翠     | JJCC 2016（castling）                                   |
| 2017-18  | 岩瀬萌々香    | 小林未奈    | 菅澤翠     | 日野真麻   | 安井涼音   | JCC 2018                                                |
| 2018-19  | 岩瀬萌々香(V) | 小林未奈(S) | 今野瑠花   | 菅澤翠     | 日野真麻   | JJCC 2018、どうぎんカーリングクラシック2018（castling） |
| 2019-20  | 田畑百葉(S)   | 佐々木穂香  | 中島未琴   | 小林未奈   | 石山奈津子 | どうぎんカーリングクラシック2019                        |
| 2020-21  | 田畑百葉(S)   | 小林未奈    | 中島未琴   | 仁平美来   |            | JJCC2020（札幌協会/winger）                             |
| 2021-22  | 仁平美来(S)   | 小林未奈    | 中島未琴   | 佐々木穂香 |            | どうぎんカーリングクラシック2021                        |
| 2021-22  | 仁平美来(S)   | 小林未奈    | 中島未琴   | 田畑百葉   |            | JJCC2021（札幌協会/winger）                             |
| 2021-22  | 吉村紗也香(S) | 小野寺佳歩  | 近江谷杏菜 | 船山弓枝   | 小林未奈   | JCC 2022                                                |
| 2022-23  | 吉村紗也香(S) | 小野寺佳歩  | 近江谷杏菜 | 小林未奈   | 船山弓枝   | HBCC 2022                                               |
| 2023–24  | 小谷優奈(S)   | 小野寺佳歩  | 近江谷杏菜 | 小林未奈   | 船山弓枝   | JCC 2024                                                |
| 2024–25  | 吉村紗也香(S) | 小野寺佳歩  | 小谷優奈   | 近江谷杏菜 | 小林未奈   | JCC 2025                                                |

### 混合団体
| シーズン | フォース    | サード   | セカンド | リード   | リザーブ | 主な大会          |
| -------- | ----------- | -------- | -------- | -------- | -------- | ----------------- |
| 2019–20  | 前田拓海(S) | 田畑百葉 | 中原亜星 | 小林未奈 |          | YOG2020、WMCC2019 |

## 戦績
| 大会               | 15-16 | 16-17 | 17–18 | 18–19 | 19–20 | 20–21 | 21–22 |       |       |       |       |       |       |
| 4人制              | 4人制 | 4人制 | 4人制 | 4人制 | 4人制 | 4人制 | 4人制 | 4人制 | 4人制 | 4人制 | 4人制 | 4人制 | 4人制 |
| ------------------ | ----- | ----- | ----- | ----- | ----- | ----- | ----- | ----- | ----- | ----- | ----- | ----- | ----- |
| 日本ジュニア選手権 | 6     | 7     |       | 4     | 2     | 1     | 4     |       |       |       |       |       |       |
| 日本選手権         |       |       | 7     |       |       |       | 4     |       |       |       |       |       |       |
| 混合団体           |       |       |       |       |       |       |       |       |       |       |       |       |       |
| 世界選手権         |       |       |       |       | 24    |       |       |       |       |       |       |       |       |

### 日本選手権
- 第35回日本カーリング選手権大会（2018年）：7位（札幌CA）
- 第39回日本カーリング選手権大会（2022年）：4位（フォルティウス）
- 第41回日本カーリング選手権大会（2024年）：5位（フォルティウス／リード）
- 第42回日本カーリング選手権大会（2025年）： 金メダル（フォルティウス／リザーブ）